# La leyenda del rosal silvestre
La leyenda del rosal silvestre (en el original en inglés, The Legend of Briar Rose) es el título de una serie de pinturas del artista prerrafaelita Edward Burne-Jones que se completaron entre 1885 y 1890. Las cuatro pinturas originales, El bosque de zarzas (The Briar Wood), La sala del Consejo (The Council Chamber), El patio del jardín (The Garden Court) y La enramada de rosas (The Rose Bower), y diez paneles adicionales contiguos, se encuentran en Buscot Park en Oxfordshire, Inglaterra.
Los cuatro paneles principales se exhibieron por primera vez en Agnew's Gallery en Bond Street, Londres en 1890. Fueron adquiridos por Alexander Henderson, que más tarde se convertiría en Lord Faringdon, para su mansión campestre de Buscot Park. Cuando Burne-Jones visitó la casa y vio las pinturas en su nuevo entorno, decidió extender los marcos de cada una de las cuatro pinturas y llenar los huecos con paneles de unión que continuaban con el motivo de la rosa de las pinturas principales.

## Paneles principales
Cada panel principal mide 124,46 cm x 250 cm pero los diez paneles de unión varían en ancho. Las pinturas no cuentan una historia secuencial sino que registran el mismo momento en cada lugar, aunque la composición se abre a la izquierda con la figura de pie del príncipe y se cierra a la derecha con la princesa tendida. El artista logra crear un mundo en calma y feérico lejos de las preocupaciones del mundo moderno mediante los arabescos de las zarzas, las poses abandonadas de los durmientes, la poca perspectiva y los colores intensos pero modulados.

### El bosque de zarzas

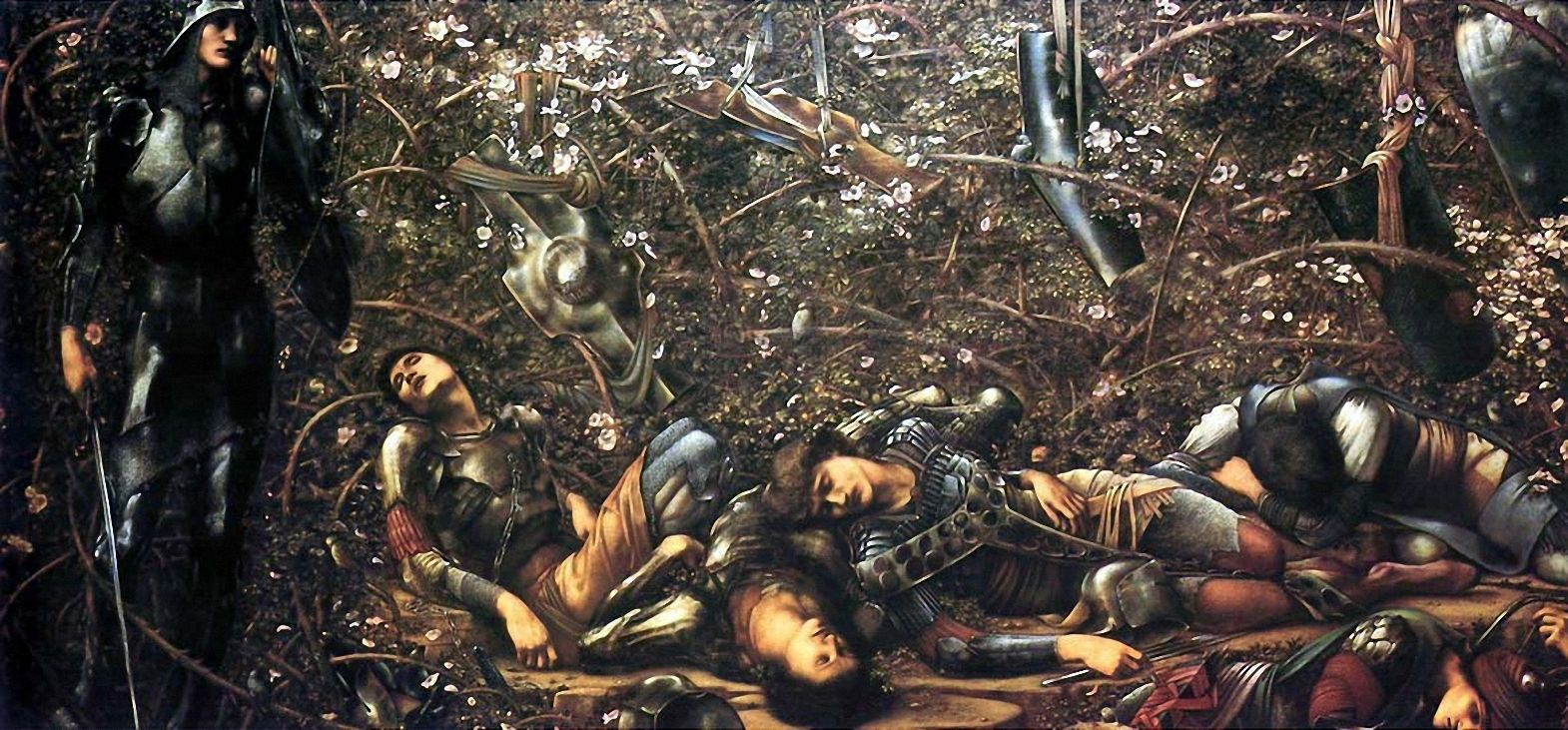
El bosque de zarzas.

La pintura representa el descubrimiento de los pretendientes dormidos por un joven caballero de oscura armadura de pie a la izquierda, sosteniendo la espada con que se ha adentrado cortando la espesura. En su sueño los que entraron en busca de la princesa encantada pero fueron vencidos se han vuelto completamente entrelazados por las espinas puntiagudas del rosal silvestre, del que cuelgan enredados sus escudos.
Debajo de cada uno de los paneles principales hay una inscripción de un poema de William Morris creado específicamente para la obra.

Debajo de El bosque de zarzas, la inscripción dice:
"El fatídico sueño flota y fluye/ sobre la maraña del rosal;/ ¡Pero mira! la mano y el corazón predestinados/ ¡Para desgarrar la maldición del sueño!" 

### La Sala del Consejo

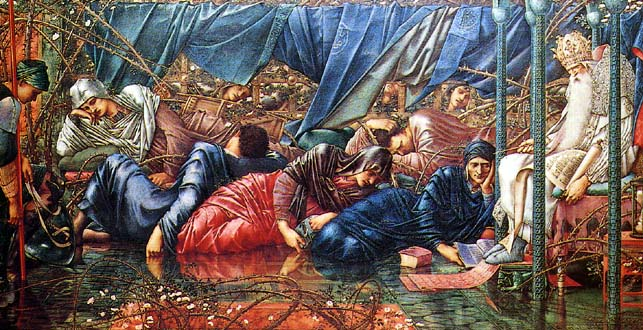
La Sala del Consejo.

La pintura muestra la misma escena de durmientes ahora en la sala del Consejo del castillo. Los miembros del consejo duermen, al igual que el rey anciano que está desplomado en su trono. Debajo de las cortinas drapeadas al fondo se pueden ver soldados durmiendo.

Bajo la Sala del Consejo, la inscripción dice:
"La amenaza de la guerra, la esperanza de la paz,/ los reinos amenazan y aumentan./ Duerme y espera el último día/ cuando el Destino le quite la cadena." 

### El patio del jardín

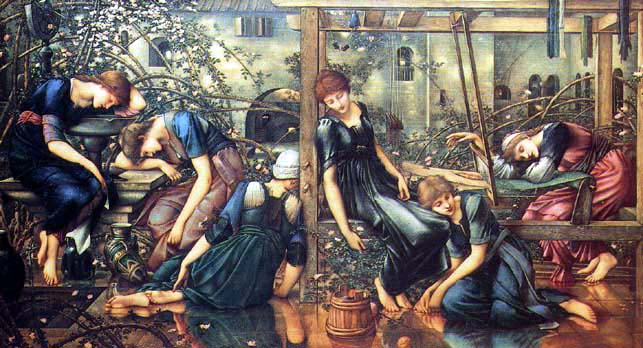
El patio del jardín.

La pintura muestra a las sirvientas tejedoras de la corte que se han quedado dormidas al telar y otras en el brocal del pozo del que acarreaban agua. Las paredes del castillo forman el telón de fondo de la pintura al igual que los arcos de rosas.

Bajo El patio del jardín la inscripción dice:
"El placer de la doncella de la tierra/ no conoce el movimiento de la voz o de la mano,/ no hay copa que llenen las aguas dormidas,/ la lanzadera inquieta yace inmóvil". 

### La enramada de rosas

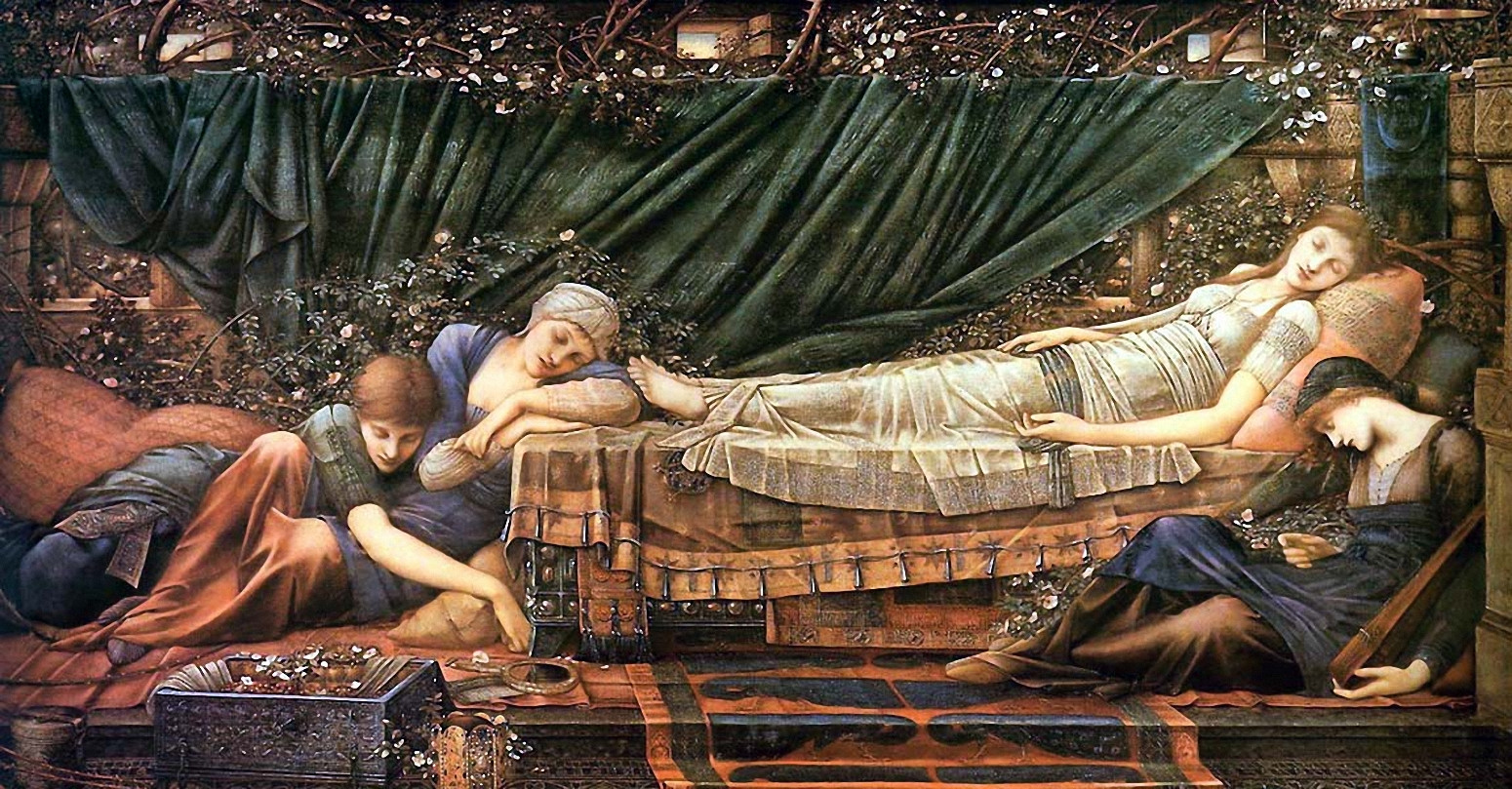
La enramada de rosas.

La bella durmiente yace en su cama de plata rodeada de sus sirvientas dormidas. Las rosas se ven rodeando las cortinas en el fondo de la alcoba.

Debajo de La enramada de rosas, la inscripción dice:
Aquí yace el amor atesorado, la llave/ a todo el tesoro que será;/ Ven predestinada mano el regalo a tomar/ y despierta a este mundo durmiente." 

## Tema
Las pinturas representan un momento de la historia de "La bella durmiente", el título de la serie proviene de la versión presentada por los hermanos Grimm en su colección de 1812.

## Obras relacionadas
Burne-Jones creó otras dos series de pinturas sobre el mismo tema.
- La serie pequeña leyenda del rosal silvestre se completó antes que la serie de Buscot Park. Las tres pinturas, The Briar Wood, The Council Chamber, The Rose Bower, se encuentran ahora en el Museo de Arte de Ponce, Puerto Rico.
- La serie Tercera leyenda del rosal silvestre se completó después de la serie de Buscot Park. Sus tres cuadros se han repartido en tres colecciones: The Garden Court está en el Museo y Galería de Arte de la ciudad de Bristol, The Council Chamber está en el Museo de Arte de Delaware, Wilmington y The Rose Bower está en la Galería de Arte Moderno Hugh Lane, Dublín.